# Pitkäjärvi (sjö i Finland, Mellersta Finland, lat 62,20, long 26,00)
Pitkäjärvi är en sjö i Finland. Den ligger i kommunen Jyväskylä i landskapet Mellersta Finland, i den södra delen av landet, 230 km norr om huvudstaden Helsingfors. Pitkäjärvi ligger 85,1 meter över havet. I omgivningarna runt Pitkäjärvi växer i huvudsak blandskog. Den är 19 meter djup. Arean är 1,54 kvadratkilometer och strandlinjen är 8,33 kilometer lång. Sjön  ingår i Kymmene älvs huvudavrinningsområde. 